# Антигуа и Барбуда на летних Олимпийских играх 2012
Антигуа и Барбуда принимала участие в летних Олимпийских играх 2012 года, которые проходили в Лондоне (Великобритания) с 27 июля по 12 августа, где её представляли 4 спортсмена в двух видах спорта. На церемонии открытия Олимпийских игр флаг Антигуа и Барбуды нёс бегун Дэниел Бэйли, а на церемонии закрытия — пловчиха Карин О’Райлли Клэшинг.
На летних Олимпийских играх 2012 Антигуа и Барбуда вновь не сумела завоевать свою первую олимпийскую медаль. Успешнее всего на турнире выступили спринтеры Дэниел Бэйли и Брендан Кристиан, которые сумели дойти до полуфинала на своих дистанциях.

## Состав и результаты

### Лёгкая атлетика
Мужчины
Беговые виды
| Соревнование | Спортсмены       | Отборочный раунд | Отборочный раунд | Отборочный раунд | Четвертьфинал | Четвертьфинал | Четвертьфинал | Полуфинал | Полуфинал | Полуфинал | Финал                | Финал                |
| Соревнование | Спортсмены       | Забег            | Результат        | Место            | Забег         | Результат     | Место         | Забег     | Результат | Место     | Результат            | Место                |
| ------------ | ---------------- | ---------------- | ---------------- | ---------------- | ------------- | ------------- | ------------- | --------- | --------- | --------- | -------------------- | -------------------- |
| 100 метров   | Дэниел Бэйли     | Не участвовал    | Не участвовал    | Не участвовал    | 4             | 10,12         | 2 Q           | 2         | 10,16     | 6         | Завершил выступление | Завершил выступление |
| 200 метров   | Брендан Кристиан | 6                | 20,63            | 4 LL             | Не проводится | Не проводится | Не проводится | 3         | 20,58     | 5         | Завершил выступление | Завершил выступление |

Женщины
Беговые виды
| Соревнование | Спортсмены  | Отборочный раунд | Отборочный раунд | Отборочный раунд | Полуфинал             | Полуфинал             | Полуфинал             | Финал                 | Финал                 |
| Соревнование | Спортсмены  | Забег            | Результат        | Место            | Забег                 | Результат             | Место                 | Результат             | Место                 |
| ------------ | ----------- | ---------------- | ---------------- | ---------------- | --------------------- | --------------------- | --------------------- | --------------------- | --------------------- |
| 400 метров   | Афия Чарльз | 2                | 54,25            | 5                | Завершила выступление | Завершила выступление | Завершила выступление | Завершила выступление | Завершила выступление |

### Плавание
Женщины
| Соревнование             | Спортсмены             | Отборочный раунд | Отборочный раунд | Полуфинал             | Полуфинал             | Финал                 | Финал                 |
| Соревнование             | Спортсмены             | Результат        | Место            | Результат             | Место                 | Результат             | Место                 |
| ------------------------ | ---------------------- | ---------------- | ---------------- | --------------------- | --------------------- | --------------------- | --------------------- |
| 50 метров вольным стилем | Карин О’Райлли Клэшинг | 30,01            | 55               | Завершила выступление | Завершила выступление | Завершила выступление | Завершила выступление |